# Кілімовська сільська рада
Кілі́мовська сільська рада (рос. Килимовский сельский совет) — муніципальне утворення у складі Буздяцького району Башкортостану, Росія. Адміністративний центр — село Кілімово.

## Населення
Населення — 1052 особи (2019, 1334 у 2010, 1419 у 2002).

## Склад
До складу поселення входять такі населені пункти:
| Населений пункт       | Населення, осіб (2002) | Населення, осіб (2010) |
| --------------------- | ---------------------- | ---------------------- |
| Володарське, присілок | 21                     | 23                     |
| Кілімово, село        | 823                    | 797                    |
| Шарбаш, присілок      | 124                    | 120                    |
| Шигайкулбаш, присілок | 84                     | 72                     |
| Якупово, село         | 354                    | 312                    |
| Ялтиркулбаш, присілок | 13                     | 10                     |